# Denis Juneau
Denis Juneau est un artiste né à Montréal (Verdun) le 30 septembre 1925 et décédé le 6 octobre 2014 dans cette même ville. Il étudie au Monument national ainsi qu'à l'École des beaux-arts de Montréal avec plusieurs professeurs dont Alfred Pellan. Il deviendra un membre remarqué de la nouvelle vague d'artistes que connait le Québec à partir des années 1950.

## Biographie
Il réalise un stage comme apprenti-orfèvre chez Georges Delrue en 1951-1952 et comme dessinateur chez l'orfèvre Gilles Beaugrand en 1952-1953. Malgré sa surdité totale, conséquence d'une méningite contractée à 18 mois, il poursuit ses études en Italie à la Scuola di Disegno di Novara, de 1954 à 1956. À son retour d'Italie en 1956, il participe à sa première exposition de groupe à la galerie Denyse Delrue et en 1958 il y présentera sa première exposition individuelle.
Bien que reconnu comme faisant partie de la mouvance des peintres plasticiens tel Guido Molinari et Claude Tousignant entre autres,, il s'éloigne des formes rigides et se tourne vers une expression plus libre et souple à partir des années 1980. En 1982 lors d'un séjour d'un an à Paris, il produira une grande série d'aquarelles dans ce style.
Artiste prolifique, Il est aussi l'auteur de nombreuses sculptures, de dessins et de sigles tel le logo de l'Université de Montréal. Ses œuvres ont été exposées dans de nombreux musées à travers le monde.
En 2001, le Musée national des beaux-arts du Québec lui a consacré une importante  rétrospective .

## Récompenses
Récipiendaire de nombreux prix et reconnaissances. Membre de l'Académie royale des arts du Canada en 1973. Il est le premier artiste à recevoir le prix Gershon Iskowitz en 1986. Il reçoit le prix Paul-Émile Borduas en 2008,.

## Expositions individuelles (sélection)
- 2022 - Denis Juneau / Territoires de recherche, Musée d'art contemporain de Baie-Saint-Paul, Baie-Saint-Paul
- 2014 - Peintures récentes, Galerie Simon Blais, Montréal.
- 2012 - Juneau Rétro (1955-1980) : les années géométriques, Galerie Simon Blais, Montréal.
- 2001 - Denis Juneau. Ponctuations, Musée du Québec, Québec[11].
- 1998 - Galerie Waddington & Gorce, Montréal[12].
- 1990 - Galerie du fleuve, Paris[12].
- 1984-1985 - Regards neufs sur l’art de Denis Juneau (1956-1984), Musée des beaux-arts du Canada, Ottawa[12].
- 1979 - Denis Juneau : œuvres choisies (1973-1978), Galerie Optica, Montréal[12].
- 1975-1976 - Juneau, Consulat général canadien, New York; présentée aux endroits suivants : Centre culturel canadien, Paris ; Centre culturel de l’Ambassade du Canada, Bruxelles ; Galerie de la Maison du Canada, Londres[12].
- 1973 - Carmen Lamanna Gallery, Toronto[12].
- 1970 - Spectrorames, Musée du Québec, Québec[12].
- 1970 - Spectrorames, Musée des beaux-arts de Montréal[12].
- 1967 - Galerie du siècle, Montréal[12].
- 1962 - Galerie XII, Musée des beaux-arts de Montréal[12].
- 1958 - Galerie Denyse Delrue, Montréal[12].